# Arati Prabhakar

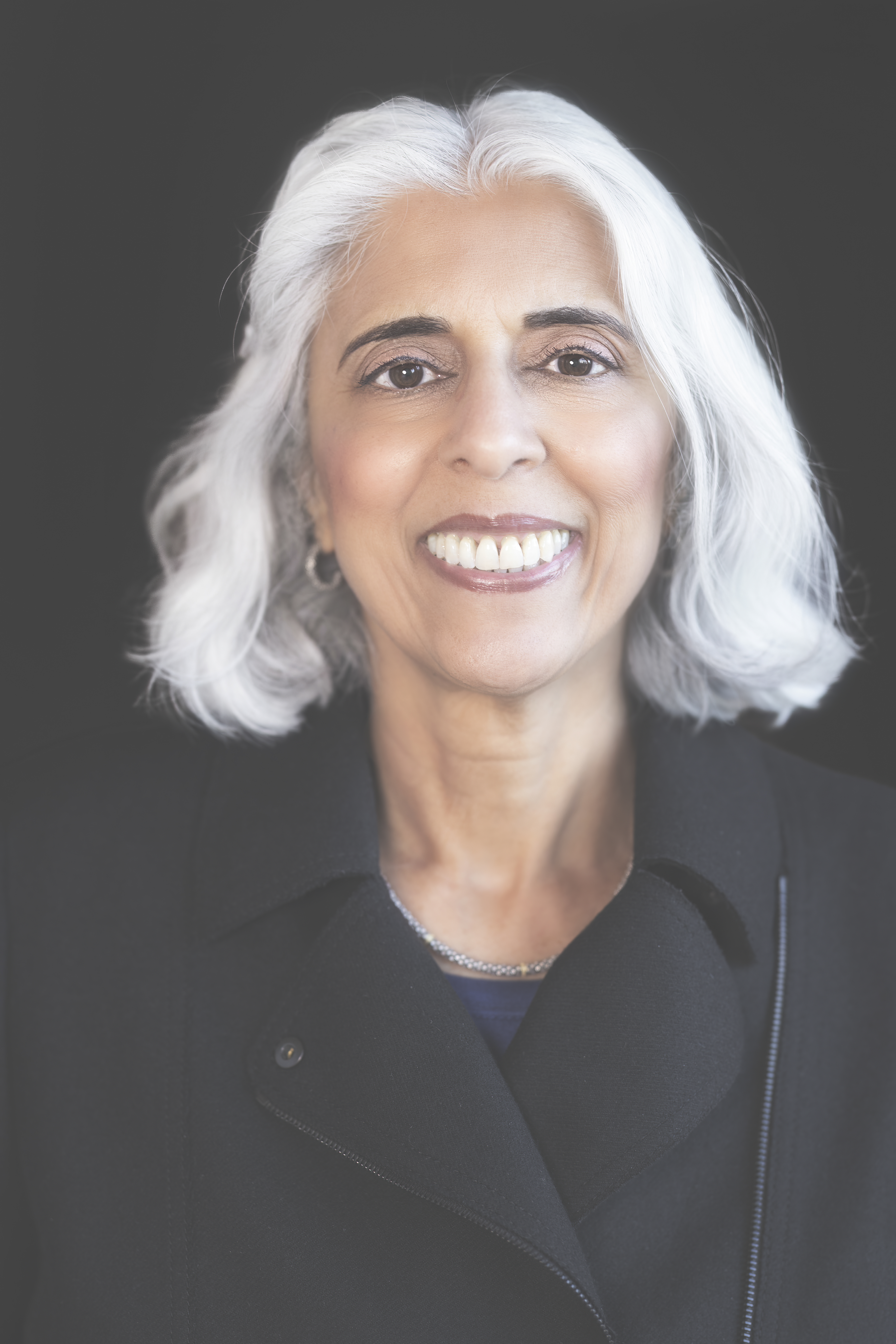
Arati Prabhakar, 2022

Arati Prabhakar (* 2. Februar 1959 in Neu-Delhi) ist eine indisch-US-amerikanische Ingenieurin. Sie war Leiterin der Defense Advanced Research Projects Agency (DARPA). Sie ist Gründerin und CEO von Actuate, einer gemeinnützigen Organisation.
Von 1993 bis 1997 leitete sie das National Institute of Standards and Technology (NIST) und war damit die erste Frau an der Spitze des NIST. Von 2022 bis 20. Januar 2025 war sie Direktorin des Office of Science and Technology Policy.

## Kindheit und Studium
Als Arati Prabhakar drei Jahre alt war, wanderte ihre Familie aus Indien in die Vereinigten Staaten ein. Ihre Mutter wollte in Chicago einen höheren Abschluss in Sozialarbeit machen. Arati Prabhakar wuchs ab ihrem zehnten Lebensjahr in Lubbock (Texas) auf.
Sie erwarb 1979 einen Bachelor of Science in Elektrotechnik an der Texas Tech University in Lubbock. 1980 erwarb sie einen Master of Science in Elektrotechnik und 1984 einen Doktortitel in angewandter Physik, beides am California Institute of Technology (Caltech). Sie war die erste Frau, die am Caltech einen Doktortitel in angewandter Physik erwarb.

## Karriere
Nach ihrer Promotion ging sie als Stipendiatin des Kongresses von 1984 bis 1986 nach Washington, D.C. zum Office of Technology Assessment. Anschließend arbeitete sie von 1986 bis 1993 bei der DARPA, zunächst als Programmmanagerin, später als Gründungsdirektorin des DARPA-Büros für Mikroelektronik.
Im Alter von 34 Jahren wurde Arati Prabhakar zur Leiterin des National Institute of Standards and Technology (NIST) ernannt, eine Position, die sie von 1993 bis 1997 innehatte.
Nach dem NIST war sie von 1997 bis 1998 Technische Direktorin und Senior Vice President des Unternehmens Raychem. Anschließend war sie von 1998 bis 2000 Vizepräsidentin und später Präsidentin von Interval Research. Von 2001 bis 2011 war sie bei U.S. Venture Partners tätig, wo sie sich auf Investitionen in Umwelttechnik und Start-ups der Informationstechnik konzentrierte.
Am 30. Juli 2012 übernahm sie die Leitung der DARPA und löste damit Regina E. Dugan ab.
Arati Prabhakar war 2017–18 Mitglied des Center for Advanced Study in the Behavioral Sciences (CASBS) in Stanford (Kalifornien).
Im Jahr 2019 gründete sie Actuate, eine gemeinnützige Organisation, die Innovationen für die Herausforderungen der Gesellschaft fördert. 2022 wurde sie als Nachfolgerin der kommissarischen Leiterin Alondra Nelson neue Direktorin des Office of Science and Technology Policy und damit auch oberste wissenschaftliche Beraterin des US-Präsidenten.

## Auszeichnungen
Arati Prabhakar ist Mitglied des Institute of Electrical and Electronics Engineers und wurde 1997 zum IEEE Fellow ernannt, weil sie eine führende Rolle bei der Zusammenarbeit zwischen Industrie und Regierung zur Förderung des Wirtschaftswachstums durch die Entwicklung von Fertigungstechnologien für Halbleitergeräte übernommen hat. Sie ist Mitglied der National Academy of Engineering. Außerdem wurde sie zum Texas Tech Distinguished Engineer und zur Distinguished Alumna des California Institute of Technology ernannt.
Sie ist Mitglied des Verwaltungsrats des Pew Research Center und Mitglied des U.S. National Academies’ Science Technology and Economic Policy Board. Im Jahr 2012 war sie Mitglied des Verwaltungsrats von SRI International und gehörte außerdem dem Science Technology and Economic Policy Board der U.S. National Academies sowie dem College of Engineering Advisory Board der University of California, Berkeley, an.
Arati Prabhakar wird in der Liste „Notable Women in Computer Science“ aufgeführt.